# George E. Mendenhall
George Emery Mendenhall (Muscatine, 13 agosto 1916 – Ann Arbor, 5 agosto 2016) è stato uno storico e biblista statunitense.

## Formazione e carriera
Dopo essersi diplomato alla Fremont High School a Fremont, Mendenhall si iscrisse al Midland College, dove conseguì il bachelor of arts nel 1936. Si iscrisse poi al Lutheran Seminary di Gettysburg, dove conseguì il bachelor in Divinity. Ordinato ministro luterano, divenne pastore a Laramie. Nel 1943 sposò Eather Tidrick, da cui ebbe cinque figli. Durante la seconda guerra mondiale servì come ufficiale nei servizi di intelligence della U.S. Navy. Congedatosi nel dicembre 1945, riprese gli studi e conseguì il Ph.D. all'Università Johns Hopkins. Si trasferì quindi con la famiglia a  Springfield, dove insegnò alla Hamma Divinity School. Nel 1952 fu nominato professore all'Università del Michigan, dove insegnò fino al 1986, anno in cui si ritirò dall'insegnamento. Morì pochi giorni prima di compiere il centesimo compleanno.

## Tesi
Nell'articolo The Hebrew Conquest of Palestine, Mendenhall ha sostenuto che il genocidio compiuto dagli ebrei a danno della popolazione preesistente in Palestina, descritto nel Libro di Giosuè, è in gran parte un'invenzione creata per motivi di propaganda politica. Sull'istituzione dell'eucaristia da parte di Gesù, Mendenhall ha sostenuto che il rito descritto nell'Ultima cena è basato su antiche forme di giuramento di fedeltà presenti nella tradizione ebraica: si è trattato di un giuramento rappresentato e non pronunciato a parole, con cui i discepoli hanno espresso la loro fedeltà ed appartenenza a Gesù e l'impegno ad incarnarlo in tutta la loro vita. Mediante l'eucaristia, la via cristiana non si riduce all'osservanza esteriore di regole, ma diventa una relazione con Gesù che collega il regno di Dio all'integrità umana.

## Libri pubblicati
- Law and Covenant in Israel and the Ancient Near East, The Biblical Colloquium, Pittsburgh, 1955.
- The Tenth Generation: The Origins of the Biblical Tradition, Johns Hopkins, 1973.
- Ancient Israel’s Faith and History: An Introduction the Bible in Context, (edited by Gary A. Herion), Westminster John Knox Press, 2001.
- Our Misunderstood Bible, BookSurge Publishing, 2006